# Gerald Jones
Gerald Jones (sinh ngày 21 tháng 8 năm 1970) là một chính khách của đảng Lao động xứ Wales. Ông đã là Thành viên của Quốc hội (MP) cho Merthyr Tydfil and Rhymney kể từ cuộc tổng tuyển cử tháng 5 năm 2015.

## Đời tư
Jones sinh năm 1970 tại Phillipstown, New Tredegar: một cộng đồng nhỏ ở Upper Rhymney Valley.
Trước khi trở thành nghị sĩ, đã dành 15 năm làm việc trong lĩnh vực thứ ba, chủ yếu là phát triển cộng đồng nơi ông đã hỗ trợ một số lượng lớn các tổ chức từ thiện và cộng đồng với sự phát triển, ứng dụng tài trợ và nhu cầu đào tạo.
Ông là người đồng tính công khai và sử dụng đối tác của mình, Tyrone Powell làm Trợ lý Nghị viện cao cấp của mình.